# Arnia (arna)
Arnia és un gènere monotípic d'arnes de la família Crambidae. Conté només una espècie, Arnia nervosalis, que es troba a França, Espanya, Portugal i a Còrsega, Sardenya i Sicília, així com a Àfrica del Nord, inclosa Algèria i Marroc.